# نهر الحياة (فلم)
نهر الحياة  فيلم دراما رومانسي مصري للمخرج حسن رضا عام 1964 عن قصة وسيناريو محمود صبحي  ووفيقة أبو جبل، وكتب الحوار محمود صبحي. الفيلم من بطولة صلاح قابيل، منى مراد، في ظهورها الأول والأخير على شاشة السينما، عبد الغني قمر، عبدالعليم خطاب، وأبو بكر عزت  وتدور الأحداث حول الشابة منى التي تجد نفسها، بعد أزمة مالية تودي بحياة والدها، زوجة لرجل مسن لا تكن له أي مشاعر، وعندما يظهر في حياتها الشاب المفعم بالحياة والمشاعر تجد قصة حب حياتها.
صدر الفيلم إلى دور العرض المصرية في 30 نوفمبر 1964.
منح موقع قاعدة بيانات الأفلام العربية "السينما.كوم" الفيلم درجة 4.5/ 10.

## طاقم التمثيل
صلاح قابيل: في دور أحمد فهمي (مهندس)
منى مراد: في دور أمينة حسنين
عبد الغني قمر: في دور عباس (زوج أمينة)
عبدالعليم خطاب: في دور عواد السبع (زوج درية شقيقة أحمد)
أبو بكر عزت: في دور سمير (خطيب وابن عم سميحة)
سمير صبري: في دور محمود (صديق أحمد)
علية عبد المنعم: في دور والدة أحمد
ليلى صادق: في دور درية (شقيقة أحمد)
ليلى فهمي: في دور خادمة أمينة
آمال رمزي: في دور سميحة (صديقة أمينة)
عبد المنعم بسيوني: في دور بيومي (عامل في المطحن)
حسين عسر: في دور حسنين (والد أمينة)
كوثر رمزي: في دور صديقة منى
نوال أبو الفتوح: في دور صديقة منى
عبد العظيم كامل: في دور الطبيب
سهير زكي: في دور الراقصة 

## أحداث الفيلم
يملك الحاج حسنين (حسين عسر) مطحناً كبيراً ويدخل في صفقة كبيرة تفقده كل ما يملك، ويبيع المطحن لمساعده عباس (عبد الغني قمر) الذي يتكفل بمصاريف دراسة أمينة (منى مراد)، ابنة الحاج حسنين، وأيضا كل مصاريف علاجه  حتى يوم وفاته. يتزوج عباس من منى ويسكنها في عوامة على النيل ويوفر لها كل احتياجاتها، ولكن عندما تزورها، في العوامة، صديقة الدراسة سميحة (آمال رمزي) بصحبة زوجها سمير (أبو بكر عزت) تكتشف منى الفارق الكبير بين زوجها المسن السمين وزوج صديقتها الوسيم، صغير السن. يدعو عباس صديقة منى وزوجها إلى سهرة في ملهى ليلي وهناك يراها المهندس أحمد فهمي (صلاح قابيل) ويظم أنها ابنة عباس. تبدأ علاقة حب ولقاءات بين أحمد ومنى، وبدون أن يخطرها يذهب أحمد إلى العوامة بصحبة والدته (علية عبد المنعم) وشقيقته درية (ليلى صادق) وزوجها عواد السبع (عبد العليم خطاب) لخطبة أمينة، وهناك يستقبلهم عباس ويهزأ من أحمد المهندس حديث التخرج القادم لخطبة زوجته وراتبه الشهري 18 جنية، ويطرد أحمد وعائلته ويعنف أمينة ويأمرها بعدم مغادرة العوامة على الاطلاق. تستمر عاطفة الحب بين أحمد ومنى وينصحه صديقة محمود (سمير صبري) بأن يصطحب أمينة إلى شقته حيث يدعوها للفراش ولكن أحمد يرفض الفكرة تماما. تقرر منى أن تهجر عباس وترسل بحقائب ملابسها مع خادمتها (ليلى فهمي) إلى بيت صديقتها سميحة وتخبرها أنها سوف تلحق بها، بينما ينتظرها أحمد خارج العوامة في سيارة أجرة. يعود عباس إلى العوامة ليجد منى على أهبة الاستعداد لمغادرة بيت الزوجية وهي تطلب منه الطلاق. يسقط عباس أرضاً بعد نقاش حاد وتصرخ منى وتستدعي أحمد لإنقاذ عباس ويسارع بالاتصال بالطبيب (عبد العظيم كامل) ويشخص مرضه بهبوط في القلب. تسهر منى على خدمة وعلاج عباس، وعندما يتم شفاؤه يقيم حفلة ويدعو كل العاملين في المطحن وتحي الراقصة (سهير زكي) الحفل ولكن منى ترفض حضور الحفل، بينما أحمد يجلس بنادي التجديف المجاور لعوامة حبيبته وهو يعلن لصديقه محمود عزمه على السفر للعمل في أسوان. تستمر الحفلة ومع الازدحام والضجة الكبيرة تتحرك العوامة وتتفكك السلاسل المثبتة العوامة إلى الشاطئ، ويفزع الحاضرين ويتدافعون هرباً مما يؤدي لغرق العوامة ومحاولة الجميع النجاة بالقاء بأنفسهم إلى النهر، بينما تظل أمينة داخل العوامة مستسلمة لمصيرها. تصطدم العوامة بالكوبري وتبدأ في الانهيار، ويسارع أحمد إلى العوامة ويحمل حبيبته بين ذراعيه. يغرق عباس وينطلق أحمد ومنى في قارب مبحراً في نهر الحياة.

## وصلات خارجية
- نهر الحياة على موقع IMDb (الإنجليزية)
- نهر الحياة على موقع الدهليز
- نهر الحياة على موقع قاعدة بيانات الأفلام العربية
- نهر الحياة على موقع الدهليز
- نهر الحياة على موقع كاروهات

https://www.avclub.com/film/reviews/nahr-el-hayat-1964 نهر الحياة (فلم)